# B·纳吉·帕尔
B·纳吉·帕尔（匈牙利語：B. Nagy Pál，1935年5月2日—），生于索尔诺克，匈牙利男子击剑运动员。他曾获得1968年夏季奥运会击剑比赛男子重剑团体金牌。他也获得过两枚世界击剑锦标赛奖牌。